# Wellpark Brewery
Wellpark Brewery è un produttore britannico di birra con sede a Glasgow, in Scozia.
La compagnia fu fondata nel 1740 sulla sponda del fiume Molendinar Burn da Hugh e Robert Tennent. Il proprietario attuale è la C&C Group plc, che ha acquisito la filiale Tennent Caledonian Breweries nell'agosto 2009 dalla belga Anheuser-Busch InBev (in precedenza nota come InBev).
L'azienda è rinomata soprattutto per la produzione della Tennent's Lager, la birra leader del mercato scozzese nel settore delle lager da quando fu prodotta per la prima volta alla Wellpark Brewery nel 1885.

## Storia
La Wellpark Brewery era in origine conosciuta come Drygate Brewery. Fu fondata con la ragione sociale H&R Tennent nel 1740 a Drygate Bridge, vicino alla cattedrale di Glasgow, nello stesso sito che ospitava la produzione di birra dal lontano 1556. I figli di Hugh Tennent, John e Robert, portarono avanti l'attività paterna, che a partire dal 1769 fu ribattezzata J&R Tennent. L'attività ebbe una espansione notevole verso la fine del XVIII secolo, quando la famiglia Tennent acquistò un birrificio adiacente al proprio. Da allora lo stabilimento, che copre un'area di 20.000 m², si chiama Wellpark Brewery.

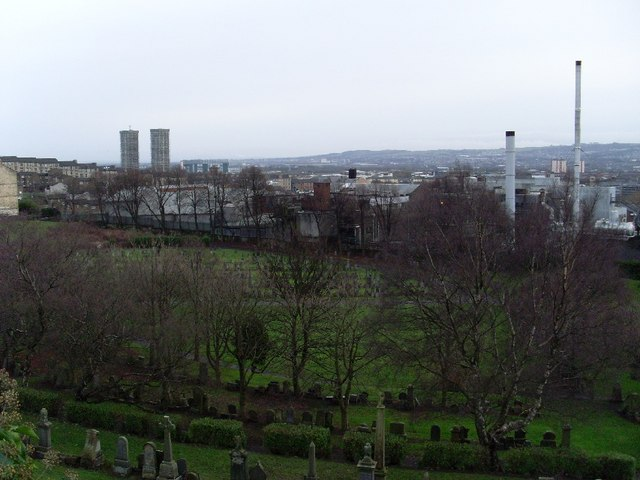
Il birrificio a Glasgow

La produzione in origine si concentrava su stout e ale. Alla metà del XIX secolo J&R Tennent era la più grande esportatrice di birre in bottiglia. Robert Tennent morì nel 1826 e John Tennent nel 1827. Hugh Tennent (figlio maggiore di Robert) assunse il controllo della società fino al 1855, quando si ritirò lasciando il posto al suo quinto figlio, Charles Tennent, il quale però morì nel 1864, pochi mesi prima del padre. Il birrificio fu successivamente gestito da fiduciari per conto dei figli di Charles Tennent, Archibald e Hugh.
Nel 1884 Hugh Tennent prese il controllo dell'azienda e iniziò a produrre la Tennent's lager nel 1885. In seguito, tra il 1889 e il 1891 costruì un nuovo birrificio dedicato alle lager sul sito di Wellpark. La J&R Tennent produsse la prima lager alla spina nel 1924 e la prima lager in lattina nel 1935.
La J&R Tennent fu acquisita dalla Charrington United Breweries nel 1963, e nel 1966 venne ufficializzata la fusione con le United Caledonian Breweries, l'altra filiale scozzese della Charrington, dando vita alla Tennent Caledonian Breweries. La produzione della nuova società era concentrata alla Wellpark Brewery e alla Heriot Brewery di Edimburgo. Il sito di Wellpark fu ristrutturato tra il 1965 ed il 1968, mentre quello di Heriot fu demolito negli anni '90. Nel 1967, la Charringtons si fuse con la Bass per formare il Bass Charrington Group, che fu in seguito acquisito dalla belga Interbrew (in seguito InBev) nel giugno 2000, per poi diventare parte della Anheuser-Busch InBev nel 2008. Il 27 agosto 2009 la irlandese C&C Group annunciò un accordo per acquisire il birrificio e il marchio Tennent's dalla AB-InBev. L'accordo, per un valore di 180 milioni di Sterline, comprendeva l'acquisto dei diritti di distribuzione per la Scozia e l'Irlanda di Beck's e Stella Artois.

## Birre

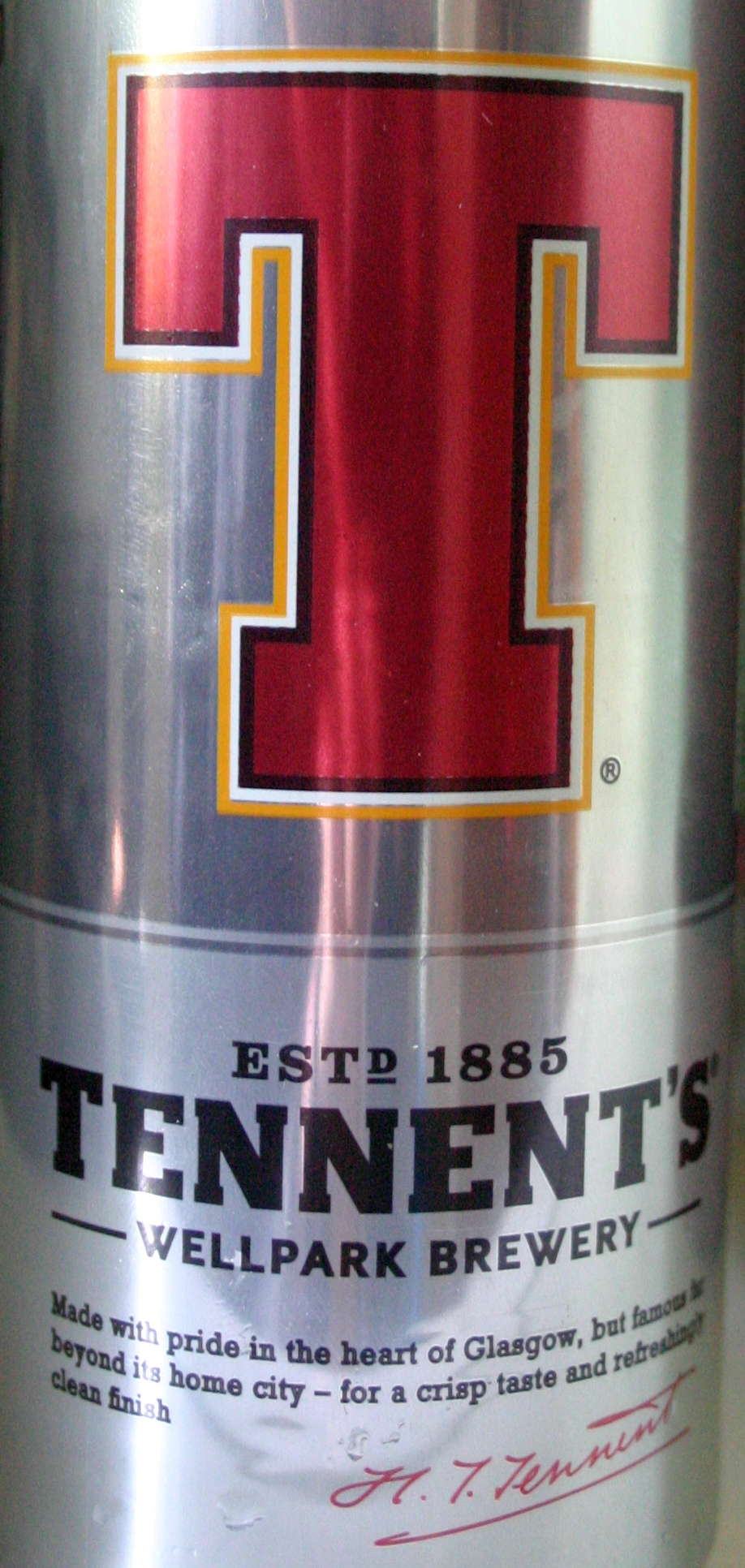
Lattina di Tennent's

La Tennent's è la lager più venduta in Scozia, con cira il 47% del mercato scozzese delle lager (dati del 2017). Essa fu prodotta per la prima volta nel 1885 da Hugh Tennent, e nel 1893 vinse il primo premio alla World's Columbian Exposition di Chicago. La Tennent's è certificata dalla Vegetarian Society come prodotto adatto ai vegetariani.
La Tennent's Super, strong lager con gradazione alcolica 9% vol., non viene più prodotta dal Wellpark Brewery a seguito della cessione da parte di Ab inBev avvenuta nel 2009: la sua produzione è rimasta in carico ad Ab inBev nello stabilimento di Luton.

### Birre in produzione
- Helden Bräu Super, 8,5% vol
- Tennent's Lager, 4,0% vol
- Tennent's Special, 3,5% vol
- Tennent's Ember, 4,2% vol
- Tennent's Light Ale, 3,1% vol
- Tennent's 1885 Lager, 5,0% vol
- Tennent's Extra, 9,3% vol
- Tennent's Oak Aged, 6,0% vol
- Tennent's Scotch Ale, 9,0% vol
- Tennent's Stout, 6,0% vol
- Younger of Alloa Sweetheart Stout, 2,0% vol

### Birre prodotte in passato
- Tennent's Extra, 5,0% vol
- Tennent's Super, 9,0% vol (prodotta ora dalla InBev)

## Sponsorizzazioni
Al marchio Tennent's  è legato anche il festival musicale T in the Park, che si svolge ogni anno in Scozia dal 1994.